# Dół czaszkowy doogonowy
Dół czaszkowy doogonowy, dół czaszkowy tylny – zagłębienie w wewnętrznej powierzchni czaszki.
Jest to jeden z trzech dołów czaszki. Bardziej do przodu od niego leżą dół czaszkowy donosowy, a bezpośrednio przed nim dół czaszkowy środkowy. Do przodu sięga on grzebienia potyliczno-klinowego, w kierunku tylnym zaś otworu wielkiego.
Tylny dół czaszkowy zbudowany jest w dużej mierze przez kość potyliczną, dokładniej zaś przez jej część podstawną, zwłaszcza w części pośrodkowej. Na kości tej w obrębie części donosowej dołu obserwuje się wycisk mostowy, w części doogonowej zaś widać wycisk rdzenia przedłużonego. Boczne tereny tego dołu tworzą natomiast części skaliste kości skroniowych. 
Najbardziej tylny z dołów czaszki mieści w sobie tyłomózgowie wtórne i rdzeniomózgowie.